# Tilakiella indica
Tilakiella indica är en svampart som beskrevs av Srinivas. 1973. Tilakiella indica ingår i släktet Tilakiella, klassen Dothideomycetes, divisionen sporsäcksvampar och riket svampar.   Inga underarter finns listade i Catalogue of Life.